# マグ・メル
マグ・メル（Mag Mell）は、ケルト神話に登場する死者の国。喜びの島と言う意味である。（ティル・ナ・ノーグやアヴァロンも参照）

## 概要
マグ・メルには死や栄光によって到達できるとされている。他の神話の死者の国と違って喜びがあふれる天国のような場所であり、アイルランド西方の島、もしくは海中の王国とされている。この島には様々なアイルランドの英雄や修道士が訪れた。
この島には病気も死も存在せず、永遠の若さと美しさを保つことができる。ここでは音楽、強さ、生命など全ての楽しいことが一つの場所に集まっている。幸せは永遠に続き、食べ物も飲み物も必要としない。ギリシア神話のエーリュシオンや、北欧神話のヴァルハラに相当する場所である。
伝説によると、この島を統治するのはフォモール族の王テスラ（Tethra）、またはマナナン・マクリルであるとされている。この島は異教徒の時代からキリスト教の時代まで人々を魅了し続けた。後の物語では、この島は死後の世界ではなくエデンの園のような場所であり、運よく神の啓示を受けた者が行くことができるとされた。彼らは目的地に行って帰途に着く前に、他の神秘的な島々を探検した。クロンファートのブレンダンなどが探検を行ったとされている。
アイルランドの修道士は船乗りとしても有名であり、おそらく彼らが物語を語り継いだと思われる。彼らは多くの島に植民地を作った。さらにブレンダンもコロンブスの1000年以上前に新世界にたどり着いたとされている。

## 参考
- James MacKillop, Dictionary of Celtic Mythology, Oxford: 1998. ISBN 0-19-860967-1